# 38e méridien ouest
En géographie, le 38e méridien ouest est le méridien joignant les points de la surface de la Terre dont la longitude est égale à 38° ouest.

## Géographie

### Dimensions
Comme tous les autres méridiens, la longueur du 38e méridien correspond à une demi-circonférence terrestre, soit 20 003,932 km. Au niveau de l'équateur, il est distant du méridien de Greenwich de 4 230 km,.
Avec le 142e méridien est, il forme un grand cercle passant par les pôles géographiques terrestres.

### Régions traversées
En commençant par le pôle Nord et descendant vers le sud au pôle Sud, Le 38e méridien ouest passe par:
| Coordonnées          | Pays, territoire ou mer                    | Notes |
| -------------------- | ------------------------------------------ | --- |
| 90° 00′ N, 38° 00′ O | Océan Arctique                             | |
| 83° 38′ N, 38° 00′ O | Mer de Lincoln                             | |
| 83° 31′ N, 38° 00′ O | Groenland                                  | Cap Washington (Gröenland) (en) |
| 83° 25′ N, 38° 00′ O | Fjord Hunt (en)                            | |
| 83° 20′ N, 38° 00′ O | Groenland                                  | Roosevelt Land |
| 83° 09′ N, 38° 00′ O | Fjord Weyprecht                            | |
| 82° 30′ N, 38° 00′ O | Groenland                                  | Calotte glaciaire Hans Tausen |
| 65° 56′ N, 38° 00′ O | Fjord de Sermilik                          | |
| 65° 43′ N, 38° 00′ O | Groenland                                  | Île d'Ammassalik |
| 65° 41′ N, 38° 00′ O | Océan Atlantique                           | |
| 4° 15′ S, 38° 00′ O  | Brésil                                     | Ceará Rio Grande do Norte — à partir de 5° 34′ S, 38° 00′ O Paraíba — à partir de 6° 26′ S, 38° 00′ O Pernambuco — à partir de 7° 46′ S, 38° 00′ O Alagoas — à partir de 9° 09′ S, 38° 00′ O Sergipe — à partir de 9° 32′ S, 38° 00′ O Bahia — sur environ 2 km à partir de 9° 38′ S, 38° 00′ O Sergipe — à partir de 9° 39′ S, 38° 00′ O Bahia — à partir de 9° 49′ S, 38° 00′ O Sergipe — à partir de 10° 46′ S, 38° 00′ O Bahia — sur environ 4 km à partir de 11° 12′ S, 38° 00′ O Sergipe — à partir de 11° 14′ S, 38° 00′ O Bahia — à partir de 11° 24′ S, 38° 00′ O |
| 12° 35′ S, 38° 00′ O | Océan Atlantique                           | |
| 54° 00′ S, 38° 00′ O | Géorgie du Sud-et-les îles Sandwich du Sud | Île de Géorgie du Sud |
| 54° 04′ S, 38° 00′ O | Océan Atlantique                           | |
| 60° 00′ S, 38° 00′ O | Océan Austral                              | |
| 77° 52′ S, 38° 00′ O | Antarctique                                | Liste des territoires à la fois par l' Argentine (Antarctique argentin) et le Royaume-Uni (Territoire antarctique britannique) |